# Girabola 2022/23
Die Girabola 2022/23 war die 45. Saison der höchsten angolanischen Spielklasse im Fußball. Es nahmen 16 Mannschaften teil, die je zwei Mal gegeneinander antreten sollten. Da sich Cuando Cubango FC nach der Hinrunde aus dem Wettbewerb zurückzog, wurden die bereits ausgetragenen Spiele der Mannschaft annulliert. Die Saison begann am 24. September 2022 und endete am 21. Mai 2023. Meister wurde Atlético Petróleos de Luanda, die sich den Titel zum 17. Mal sicherten.

## Teilnehmer und ihre Spielstätten
|  | Mannschaften                          | Stadt    | Stadion                                       |
|  | ------------------------------------- | -------- | --------------------------------------------- |
|  | Académica Petróleos Clube do Lobito   | Lobito   | Estádio do Buraco                             |
|  | ASK Dragão                            | Uíge     | Estádio 4 de Janeiro                          |
|  | Atlético Petróleos de Luanda          | Luanda   | Estádio 11 de Novembro                        |
|  | CD Primeiro de Agosto                 | Luanda   | Estádio França Ndalu                          |
|  | Clube Desportivo da Huíla             | Lubango  | Estádio do Ferroviário da Huíla               |
|  | Clube Desportivo da Lunda Sul         | Saurimo  | Estádio das Mangueiras                        |
|  | Clube Recreativo Desportivo do Libolo | Calulo   | Estádio Municipal de Calulo                   |
|  | Cuando Cubango FC                     | Menongue | Estádio dos Eucaliptos                        |
|  | Futebol Clube Onze Bravos do Maquis   | Luena    | Estádio Mundunduleno                          |
|  | GD Interclube                         | Luanda   | Estádio 22 de Junho                           |
|  | GD Isaac                              | Benguela | Estádio Municipal Edelfride Palhares da Costa |
|  | Grupo Desportivo Sagrada Esperança    | Dundo    | Estádio Sagrada Esperança                     |
|  | Santa Rita de Cássia Futebol Clube    | Uíge     | Estádio 4 de Janeiro                          |
|  | Sporting Clube de Benguela            | Benguela | Estádio do Arregaça                           |
|  | Sporting Clube Petróleos de Cabinda   | Cabinda  | Estádio Municipal do Tafe                     |
|  | Wiliete Sport Clube de Benguela       | Benguela | Estádio Nacional de Ombaka                    |

## Tabelle
| Pl.             | Verein                                 | Sp. | S  | U  | N  | Tore    | Diff. | Punkte |
| --------------- | -------------------------------------- | --- | -- | -- | -- | ------- | ----- | ------ |
| 1.              | Atlético Petróleos de Luanda (M, P)    | 28  | 22 | 3  | 3  | 061:160 | +45   | 69     |
| 2.              | CD Primeiro de Agosto                  | 28  | 19 | 4  | 5  | 040:170 | +23   | 61     |
| 3.              | Grupo Desportivo Sagrada Esperança     | 28  | 17 | 4  | 7  | 047:230 | +24   | 55     |
| 4.              | Wiliete Sport Clube de Benguela        | 28  | 15 | 8  | 5  | 036:190 | +17   | 53     |
| 5.              | GD Interclube                          | 28  | 14 | 8  | 6  | 039:210 | +18   | 50     |
| 6.              | Futebol Clube Onze Bravos do Maquis    | 28  | 10 | 9  | 9  | 035:250 | +10   | 39     |
| 7.              | Santa Rita de Cássia Futebol Clube (N) | 28  | 9  | 9  | 10 | 020:280 | −8    | 36     |
| 8.              | Académica Petróleos Clube do Lobito    | 28  | 9  | 8  | 11 | 029:350 | −6    | 35     |
| 9.              | Clube Recreativo Desportivo do Libolo  | 28  | 8  | 10 | 10 | 029:340 | −5    | 34     |
| 10.             | Clube Desportivo da Huíla              | 28  | 8  | 9  | 11 | 029:280 | +1    | 33     |
| 11.             | Clube Desportivo da Lunda Sul          | 28  | 8  | 7  | 13 | 027:320 | −5    | 31     |
| 12.             | Sporting Clube Petróleos de Cabinda    | 28  | 7  | 5  | 16 | 017:440 | −27   | 26     |
| 13.             | GD Isaac (N)                           | 28  | 5  | 7  | 16 | 018:360 | −18   | 22     |
| 14.             | Sporting Clube de Benguela             | 28  | 5  | 5  | 18 | 018:520 | −34   | 20     |
| 15.             | ASK Dragão (N)                         | 28  | 1  | 10 | 17 | 013:480 | −35   | 13     |
| 16.             | Cuando Cubango FC A                    | 0   | 0  | 0  | 0  | 000:000 | ±0    | 0      |
| Stand: Endstand |                                        |     |    |    |    |         |       |        |

| (M) | amtierender angolanischer Meister     |
| (P) | amtierender angolanischer Pokalsieger |
| (N) | Neuaufsteiger der letzten Saison      |